# The Secret Invasion
The Secret Invasion  (Brasil: A Invasão Secreta ) é um filme estadunidense de 1964, de guerra, dirigido por Roger Corman,  roteirizado por R. Wright Campbell e musicado por Hugo Friedhofer.

## Sinopse
Oficial britânico convoca cinco criminosos, para executar uma missão em território inimigo durante a Segunda Guerra Mundial, e resgatar um oficial italiano que pode unir as forças italianas contra os nazistas. 

## Elenco
- Stewart Granger ....... Major Richard Mace
- Raf Vallone ....... Roberto Rocca - Organizador
- Mickey Rooney .......  Terence Scanlon - Demolidor
- Edd Byrnes ....... Simon Fell - Falsário
- Henry Silva .......  John Durrell - Assassino
- Spela Rozin ....... Mila (como Mia Massini)
- William Campbell ....... Jean Saval - Ator
- Helmo Kindermann ....... comandante da fortaleza alemã
- Enzo Fiermonte .......  General Quadri
- Peter Coe ....... Marko – Líder da resistência
- Nan Morris ....... Stephana
- Helmuth Schneider .......  capitão do barco patrulha alemão (como Helmut Schneider)
- [[Giulio Marchetti ....... oficial italiano